# Mała Konstytucja z 1992
Mała Konstytucja z 1992 r. – Ustawa Konstytucyjna z dnia 17 października 1992 o wzajemnych stosunkach między władzą ustawodawczą i wykonawczą Rzeczypospolitej Polskiej oraz o samorządzie terytorialnym. Uchwalona przez Sejm I kadencji (1991–1993). Obowiązywała od 8 grudnia 1992 do 16 października 1997.
Treść Małej Konstytucji, uchwalonej w 1992 r., w sposób syntetyczny określona została w tytule tego aktu. Regulowała ona organizację oraz funkcjonowanie organów państwa w zakresie władzy ustawodawczej (Sejm i Senat) oraz wykonawczej (Prezydent i rząd). Zawierała także podstawowe ustalenia dotyczące samorządu terytorialnego.
Ideą, jaka przyświecała jej twórcom, była chęć prawnego zamanifestowania ostatecznego odejścia od modelu ustrojowego okresu tzw. konstytucjonalizmu socjalistycznego, a także, jak głosi wstęp „usprawnienie działalności naczelnych władz państwa”. Ponieważ Mała Konstytucja regulowała jedynie część spraw stanowiących tradycyjnie przedmiot konstytucji, utrzymała ona w mocy niektóre przepisy Konstytucji lipcowej z 1952. Mimo z góry zamierzonego krótkiego okresu jej obowiązywania, była ona trzykrotnie nowelizowana, przy czym niektóre z tych nowelizacji (np. ograniczenie prawa prezydenta do rozwiązania Sejmu i Senatu) były wyrazem ówczesnych konfliktów politycznych.
Na jej mocy zostały uchylone przepisy Konstytucji PRL z 1952 roku dotyczące ustroju socjalistycznego i wprowadzone nowe, stanowiące podstawę ustroju politycznego i gospodarki rynkowej. Stanowiła ona, że organami Państwa w zakresie władzy ustawodawczej są Sejm i Senat Rzeczypospolitej Polskiej, w zakresie władzy wykonawczej – Prezydent Rzeczypospolitej Polskiej i Rada Ministrów, w zakresie władzy sądowniczej – niezawisłe sądy.
Sprecyzowała prerogatywy prezydenta i wprowadziła zasadę kontrasygnaty premiera lub właściwego ministra dla aktów prezydenta. Rząd powoływany był przez prezydenta, ale wymagane było uzyskanie wotum zaufania w Sejmie. Rada Ministrów zyskała możliwość wydawania rozporządzeń z mocą ustawy. Prezydent miał możliwość skrócenia kadencji parlamentu, gdy ten uchwali wotum nieufności dla premiera i nie powoła nowego. Znosiła również prawo prezydenta do rozwiązania parlamentu, gdy ten przyjmie ustawę uniemożliwiającą prezydentowi wykonywanie obowiązków.
Mała Konstytucja z 1992 r. przestała obowiązywać z dniem wejścia w życie Konstytucji z 2 kwietnia 1997, czyli 17 października 1997.